# Paran Napa Dolok
Paran Napa Dolok is een bestuurslaag in het regentschap Padang Lawas van de provincie Noord-Sumatra, Indonesië. Paran Napa Dolok telt 273 inwoners (volkstelling 2010).